# Ampullosansonia atlantica
Ampullosansonia atlantica is een slakkensoort uit de familie van de Pickworthiidae. De wetenschappelijke naam van de soort is voor het eerst geldig gepubliceerd in 2008 door Espinosa, Ortea & Fernández-Garcés.